# Aspergillus corrugatus
Aspergillus corrugatus är en svampart som beskrevs av Udagawa & Y. Horie 1976. Aspergillus corrugatus ingår i släktet Aspergillus och familjen Trichocomaceae.   Inga underarter finns listade i Catalogue of Life.